# Chelsea (Maine)
Chelsea es un pueblo ubicado en el condado de Kennebec en el estado estadounidense de Maine. En el Censo de 2010 tenía una población de 2.721 habitantes y una densidad poblacional de 52,58 personas por km².

## Geografía
Chelsea se encuentra ubicado en las coordenadas 44°15′53″N 69°43′34″O / 44.26472, -69.72611. Según la Oficina del Censo de los Estados Unidos, Chelsea tiene una superficie total de 51.75 km², de la cual 50.6 km² corresponden a tierra firme y (2.21%) 1.14 km² es agua.

## Demografía
Según el censo de 2010, había 2.721 personas residiendo en Chelsea. La densidad de población era de 52,58 hab./km². De los 2.721 habitantes, Chelsea estaba compuesto por el 96.99% blancos, el 0.07% eran afroamericanos, el 1.07% eran amerindios, el 0.7% eran asiáticos, el 0.07% eran isleños del Pacífico, el 0.11% eran de otras razas y el 0.99% pertenecían a dos o más razas. Del total de la población el 0.77% eran hispanos o latinos de cualquier raza.